# Рабочая комната Льва Толстого

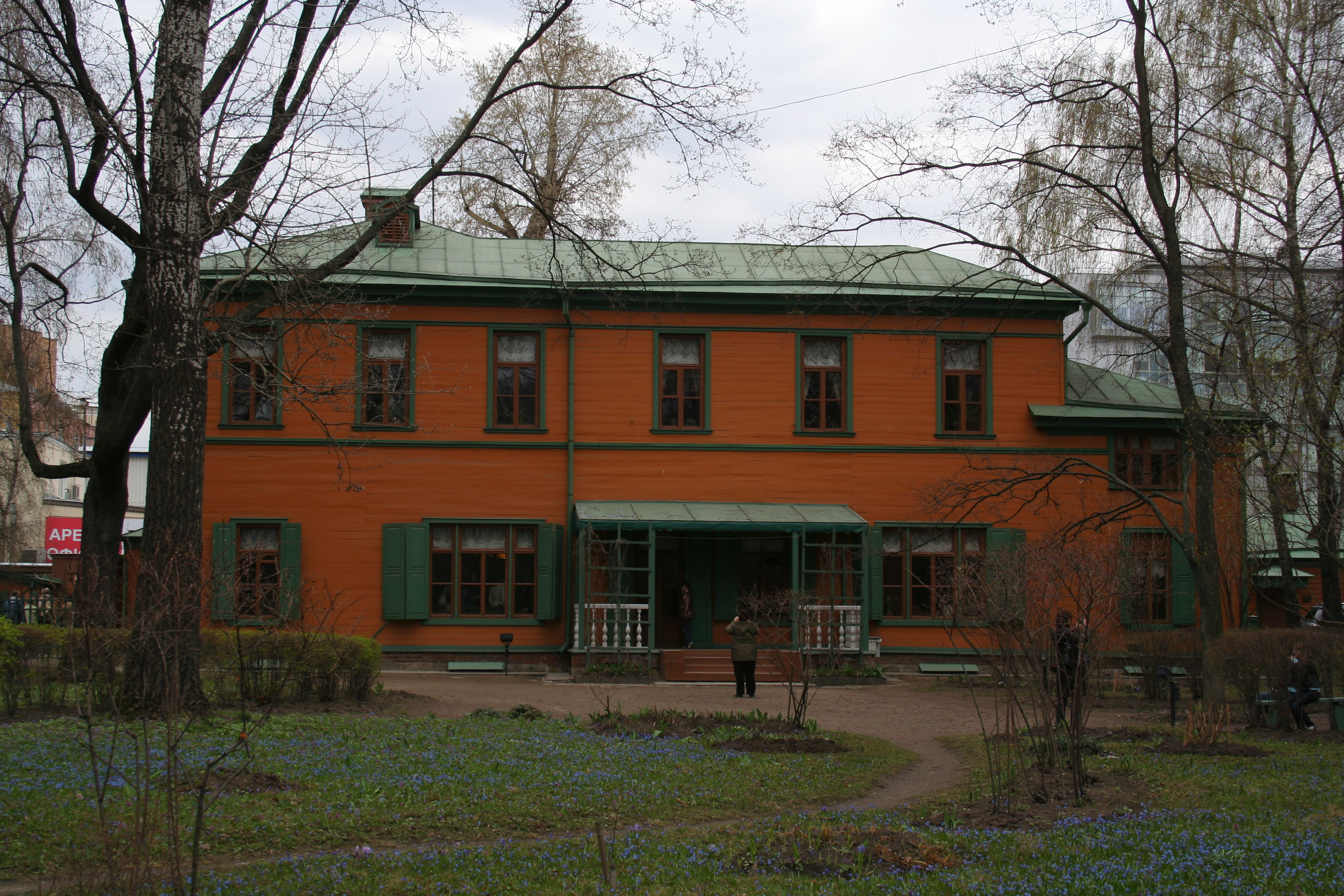
Музей-усадьба Льва Толстого в Хамовниках

Рабо́чая ко́мната Льва Толсто́го — одна из двух личных комнат русского писателя Льва Толстого, расположенная на втором этаже его московской усадьбы в Хамовниках, которую он приобрёл в 1882 году. Здесь он жил с семьёй в холодное время года с 1882 года по 1901 год. Именно с этой комнаты начиналось его утро: здесь он умывался, занимался зарядкой, хозяйственными делами. После этого Толстой посвящал себя литературе — писал (примерно с девяти утра до трёх-четырёх часов дня) в своём кабинете, вход в который расположен в рабочей комнате. С 1921 года дом является Музеем-усадьбой Льва Толстого в Хамовниках. В рабочей комнате представлены личные вещи писателя, предметы быта, сапожные инструменты и изготовленные им сапоги, личный велосипед.

## История
Лев Толстой приобрёл московскую усадьбу в 1882 году и жил здесь вместе с семьёй (в основном в холодное время года) до своего возвращения в имение Ясная Поляна в 1901 году. После этого лишь однажды он побывал в московском доме — это произошло в сентябре 1909 года. После смерти Толстого в 1911 году усадьба была продана женой Софьей Андреевной Московской городской управе. При этом из обстановки в распоряжение городских властей поступили только вещи, находившиеся в кабинете и рабочей комнате Толстого, а также его кровать и тумбочка. Через десять лет усадьба была национализирована советскими властями, и в неё поступили предметы, хранившиеся женой в Ясной Поляне и Москве. Музей был открыт в ноябре 1921 году и входит в состав Государственного музея Льва Толстого.
Небольшая комната находится в конце длинного узкого коридора (известного в семье как «катакомбы») левого крыла второго этажа дома. С первого этажа в неё можно также попасть по так называемой «чёрной лестнице». Из комнаты через двустворчатую дверь ведёт проход в рабочий кабинет писателя, с другой стороны расположена «посудная». В уединённой рабочей комнате с одним окном Толстой занимался сапожным ремеслом, хранил самолично наколотые дрова, а также личные вещи, одежду. Сын писателя Илья так вспоминал про ремесленные увлечения отца: «Не знаю откуда, он разыскал себе сапожника… накупил инструментов, товару… устроил себе верстак… Сгорбившись над верстаком, он старательно готовил конец, всучивал щетинку, ломал её, начинал сначала, кряхтел от напряжения и, как ученик, радовался всякому успеху». Сапожник приходил в определённые часы, вместе с хозяином дома они садились на низкие табуретки и начинался практический урок.
Вставал Толстой рано и поднимался из спальной в халате на второй этаж по «чёрной лестнице» к себе в рабочую комнату. До 1888 года спальная находилась на втором этаже, позже она стала известна как «малая гостиная». В одной из двух личных комнат хозяин занимался гимнастикой: свидетельством занятий зарядкой являются выставленные здесь две семифунтовые гантели. Здесь же он и умывался: личные вещи, связанные с гигиеной, также представлены в музейной комнате. После того как Толстой привёл себя в порядок и оделся, он занимался хозяйственными хлопотами: убирал в своих комнатах (когда не болел), шёл колоть дрова в сарай на улице, ехал за водой на водокачку или на реку Москва. Вернувшись в дом, он пил ячменный кофе и шёл в кабинет (около 9-00 часов), где писал до 15—16 часов. В это время в рабочую комнату и кабинет доступ был ограничен. После занятий литературно-публицистической деятельностью он обычно шёл на прогулку, а вернувшись принимал гостей. Иногда гости заставали его за некоторыми хозяйственными делами, в частности, занятием сапожным ремеслом.

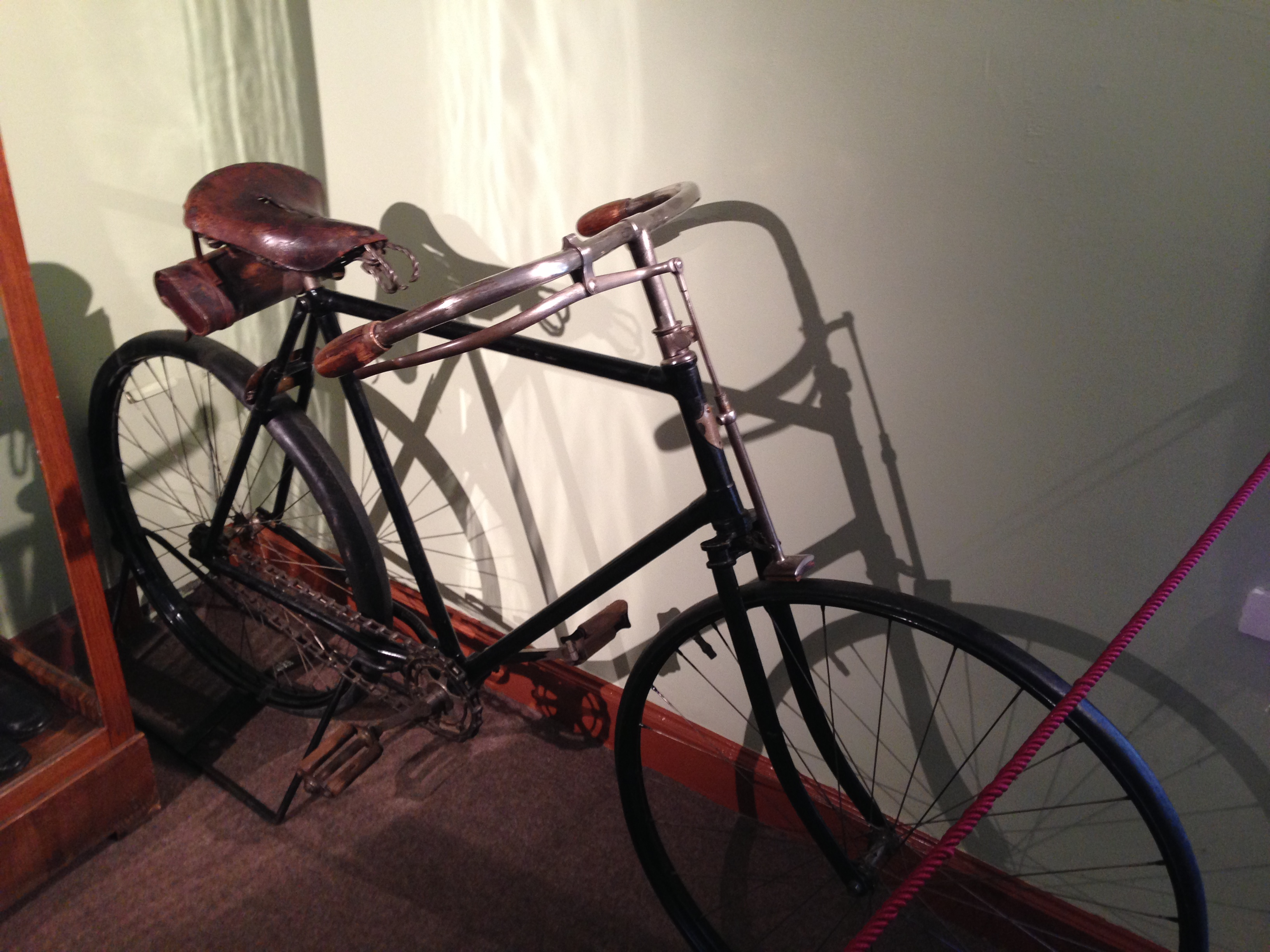
Экспонат рабочей комнаты Музея-усадьбы Льва Толстого в Хамовниках

В настоящее время в комнате (справа от окна) стоит небольшая стеклянная витрина, куда помещены сапожные инструменты, штиблеты поэта Афанасия Фета и сапоги общественного деятеля Михаила Сухотина, сделанные лично Толстым. Фет, получив заказ, выдал 15 января 1885 года Толстому шутливую расписку о том, что заплатил за них 6 рублей. «В доказательство полной целесообразности работы я начал носить эти ботинки со следующего дня. Действительность всего сказанного удостоверяю подписью моей с приложением герба моей печати». Сухотин после получения сапог прикрепил к ним ярлычок, на котором было указано — «Том XIII», после чего поместил их на книжную полку рядом с двенадцатитомным изданием собрания сочинений классика. Вдоль стены (слева от окна) находится британский велосипед The Rover J. K. Starley & Co. Ltd., являющийся подарком Общества любителей велосипедной езды и на котором он катался в середине 1880-х годов. В высокой витрине выставлена одежда хозяина (башлык, рабочий фартук, картуз, сапоги).